# Adélieland
Adélieland (französisch Terre Adélie) ist der seit dem 21. November 1924 von Frankreich beanspruchte und in seinen Grenzen am 1. April 1938 definierte französische Teil der Antarktis.
Diese Ansprüche sind jedoch international durch den auch von Frankreich unterzeichneten Antarktisvertrag ausgesetzt.

## Geografie
Das 432.000 km² große Gebiet liegt in Ostantarktika zwischen dem 136. und dem 142. Längengrad. Im Westen grenzt es an das Wilkesland bzw. dessen Teil Clarie Land, im Osten an das Victorialand bzw. dessen Teil König-Georg-V.-Land. An der Küste ist es auch im Sommer nur an wenigen Stellen eisfrei. Abgesehen von der Besatzung der Forschungsstation Dumont d’Urville (im Winter 30 Personen, im Sommer ungefähr 80 Personen) ist das Adélieland unbewohnt.
Das Randmeer des Südlichen Ozeans, das an der Küste von Adélieland liegt, wird Dumont-d’Urville-See genannt.
In Adélieland wurde mit 4776 m die dickste Stelle des Antarktischen Eisschildes gemessen. Dessen durchschnittliche Dicke beträgt 2160 m.

## Geschichte

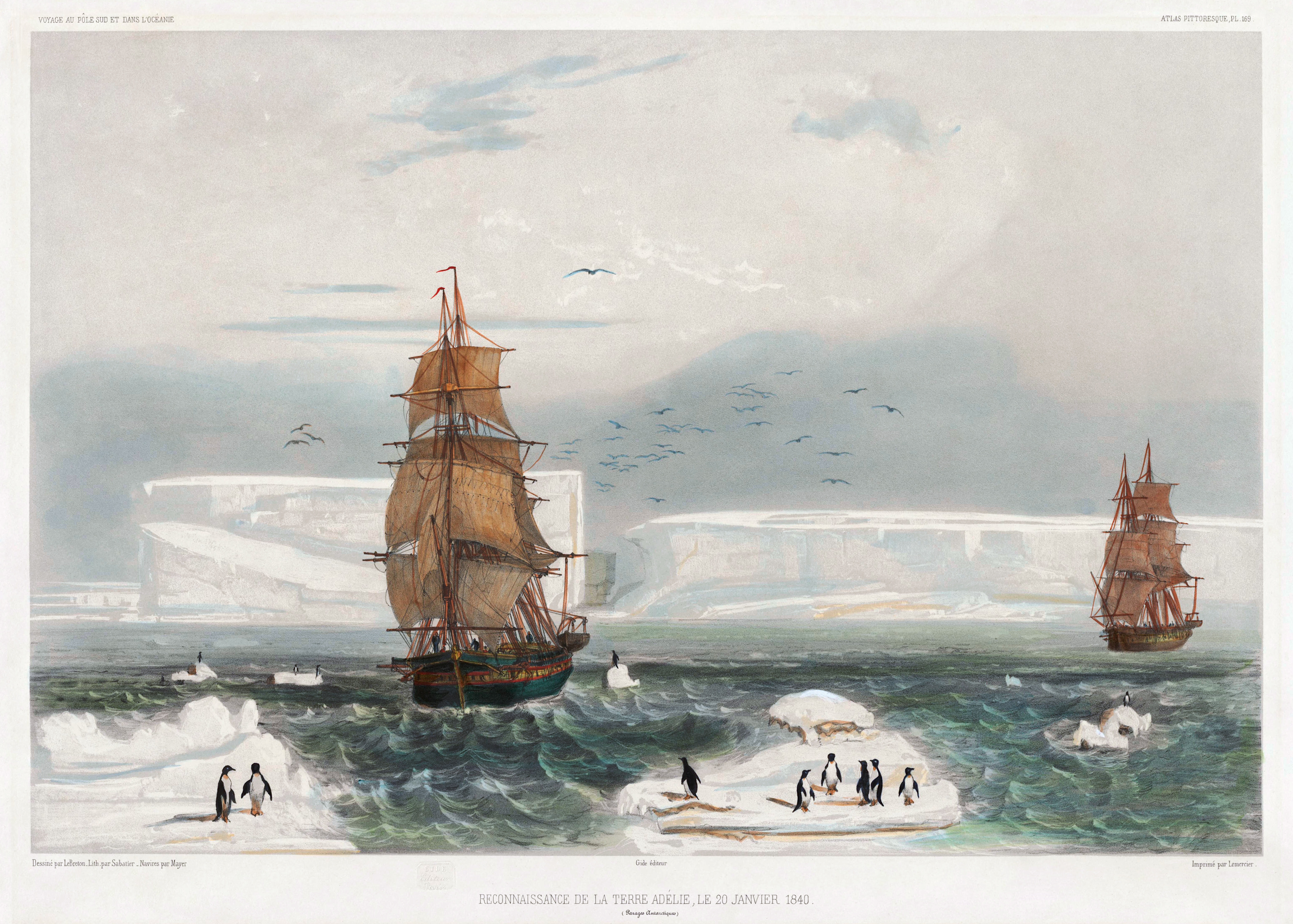
Entdeckung durch Jules Dumont d’Urville im Jahr 1840

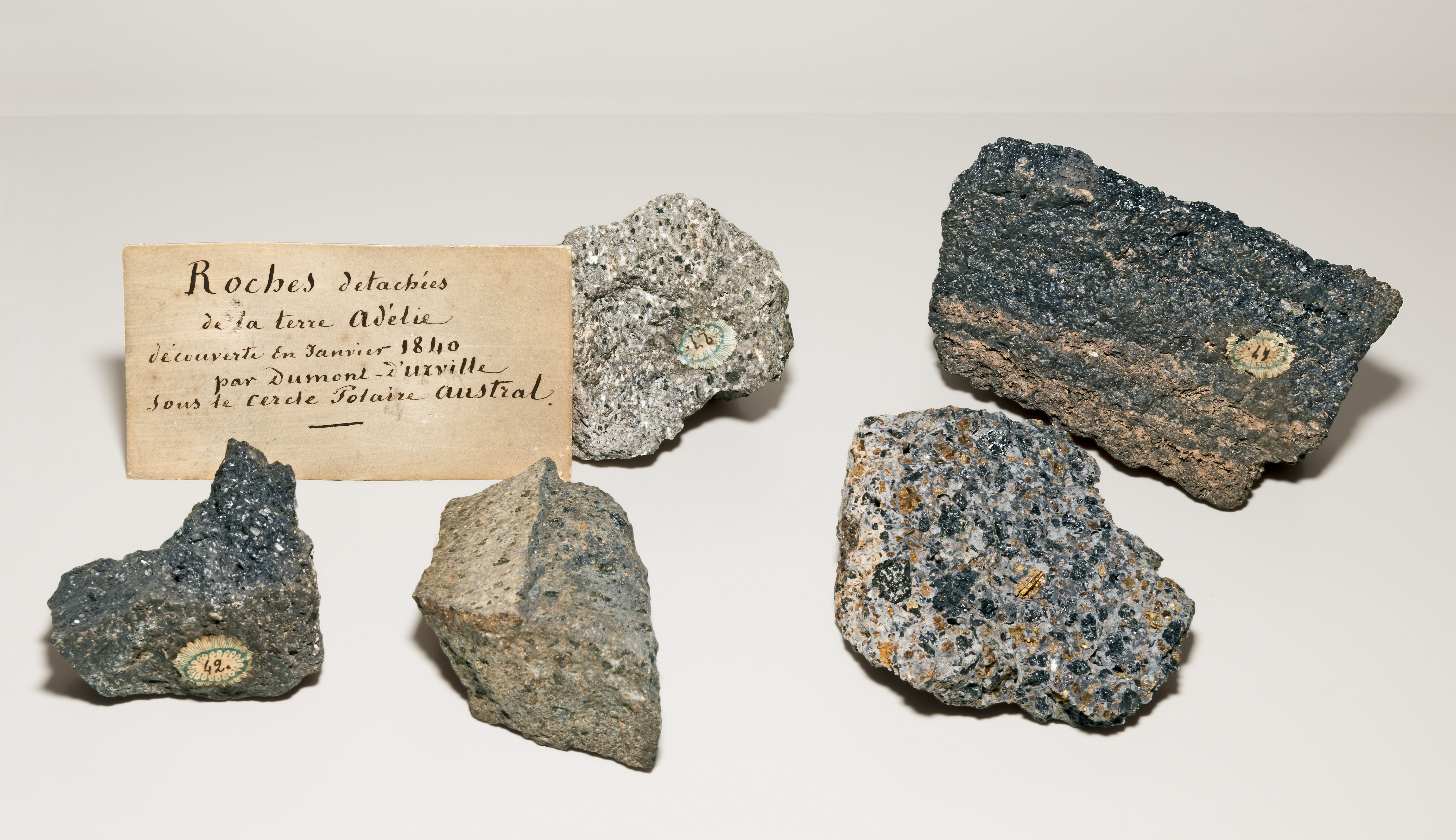
Gesteinsproben der Expedition vom Jahre 1840

Adélieland wurde am 20. Januar 1840 durch den Franzosen Jules Dumont d’Urville entdeckt, der es nach seiner Frau Adèle benannte. Seit 1955 gehört es zum Territorium der Französischen Süd- und Antarktisgebiete.

## Sonstiges
Nach dem Adélieland benannt wurden die Adeliepinguine (Pygoscelis adeliae) sowie der 1912 dort gefundene Meteorit.